# بيير سيمون فورنير
بيير سيمون فورنير (بالفرنسية: Pierre-Simon Fournier)‏ هو طباع فرنسي، ولد في 15 سبتمبر 1712 في باريس في فرنسا، وتوفي بنفس المكان في 8 أكتوبر 1768.

## وصلات خارجية
- بيير سيمون فورنير على موقع الموسوعة البريطانية (الإنجليزية)